# Khanapur, Nargund
Khanapur là một làng thuộc tehsil Nargund, huyện Gadag, bang Karnataka, Ấn Độ.